# 豊富サロベツインターチェンジ
豊富サロベツインターチェンジ（とよとみさろべつインターチェンジ）は、北海道天塩郡豊富町字上サロベツにある幌富バイパスと豊富バイパスのインターチェンジ。
サロベツ原生花園（サロベツ原野）・豊富温泉への最寄ICとなっている。

## 歴史
- 2004年（平成16年）11月6日：豊富バイパス・豊富サロベツIC - 豊富北IC間開通に伴い、供用開始[1]。
- 2010年（平成22年）
  - 3月1日：IC番号を「1」から「2」に変更[要出典]。なお、2020年現在はIC番号は削除されている。
  - 3月14日：幌富バイパス・幌延IC - 豊富サロベツIC間開通[2][3]。

## 周辺
- 豊富自然公園
- 北海道豊富高等学校
- 豊富町役場
  - 豊富牛乳公社
- 豊富駅（JR北海道・宗谷本線）
- 豊富ヘリポート
- サロベツ湿原センター[4]
- サロベツカントリークラブ
- 豊富温泉
- 豊富温泉スキー場
- 大規模（おおきぼ）草地牧場

## 接続する道路
- 直接接続
  - 北海道道84号豊富浜頓別線

- 間接接続
  - 国道40号
  - 北海道道444号稚咲内豊富停車場線

## 隣
E5 幌富バイパス
幌延IC - 豊富サロベツIC
E5 豊富バイパス
豊富サロベツIC - 豊富幌加IC